# Cantó de La Vòuta
El cantó de La Vòuta és un cantó francès del departament de l'Alt Loira, a la regió d'Alvèrnia-Roine-Alps. Està inclòs en el districte de Briude, té 13 municipis i el cap cantonal és La Vòuta.

## Municipis
- Ally: 222 habitants
- Arlet: 20 habitants
- Aubazat: 172 habitants
- Blassac: 121 habitants
- Cerzat: 197 habitants
- Chilhac: 187 habitants
- La Vòuta: 302 habitants
- Mercœur: 150 habitants
- Saint-Austremoine: 58 habitants
- Saint-Cirgues: 147 habitants
- Saint-Ilpize: 205 habitants
- Saint-Privat-du-Dragon: 186 habitants
- Villeneuve-d'Allier: 306 habitants

## Història
| Data d'elecció                           | Identitat          | Partit                       | Qualitat |
| ---------------------------------------- | ------------------ | ---------------------------- | -------- |
| 1961-1973                                | M. Besson          | RI                           |          |
| 1973-1979                                | M. Pegon           | PS                           |          |
| 1979-1992                                | Jean Vigier        | UDF                          |          |
| 1992-                                    | Jean-Pierre Vigier | Divers droite, després MoDem |          |
| les dades anteriors no són pas conegudes |                    |                              |          |
|                                          |                    |                              |          |